# 丘皮基尼亞火山
17°39′56″S 69°47′58″W / 17.66556°S 69.79944°W

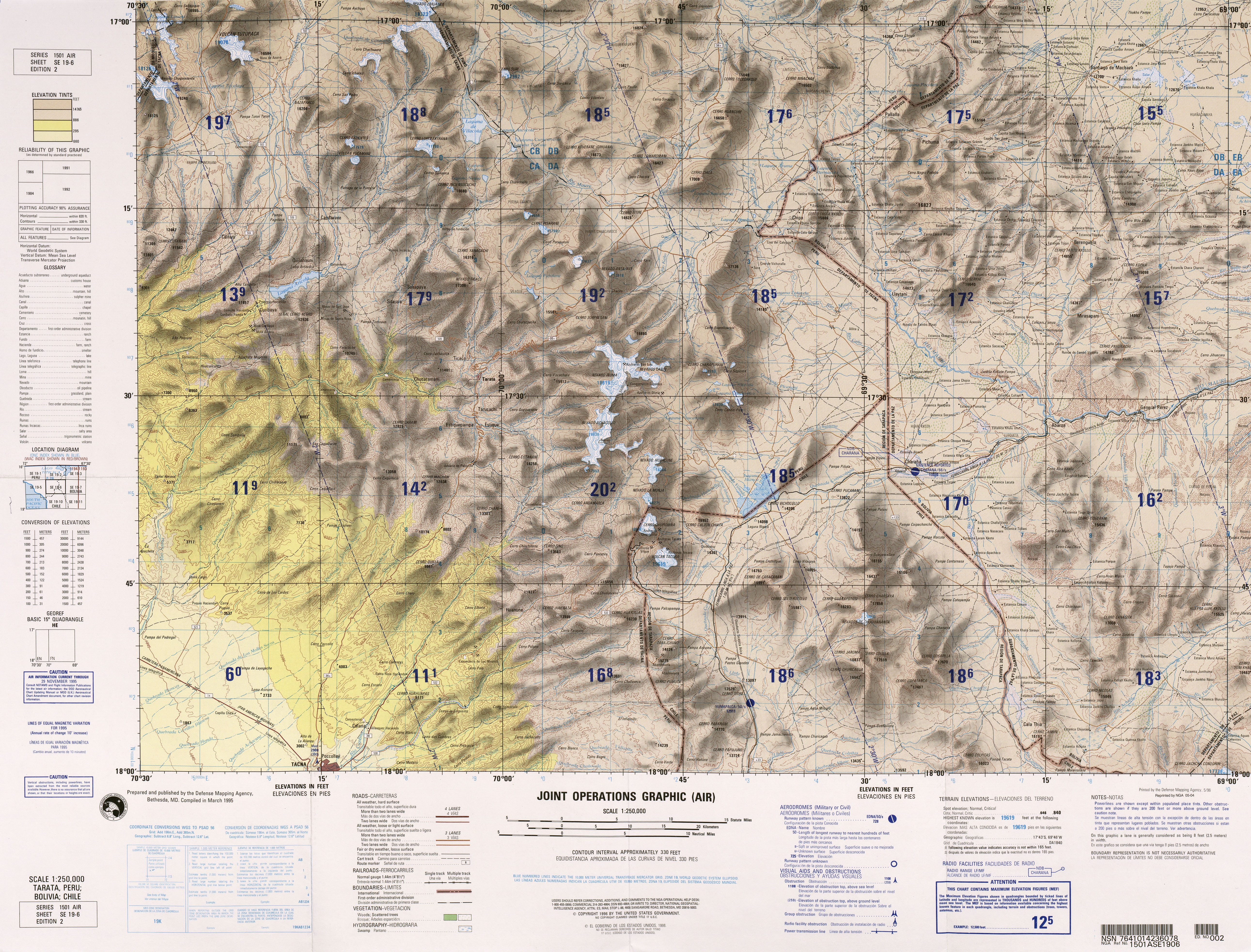

丘皮基尼亞火山（Chupiquiña），是南美洲的火山，處於智利阿里卡和帕里納科塔大區和秘魯塔克納大區之間接壤的邊境，屬於安第斯山脈中巴羅索山脈的一部分，海拔高度5,805米。